# Валапай

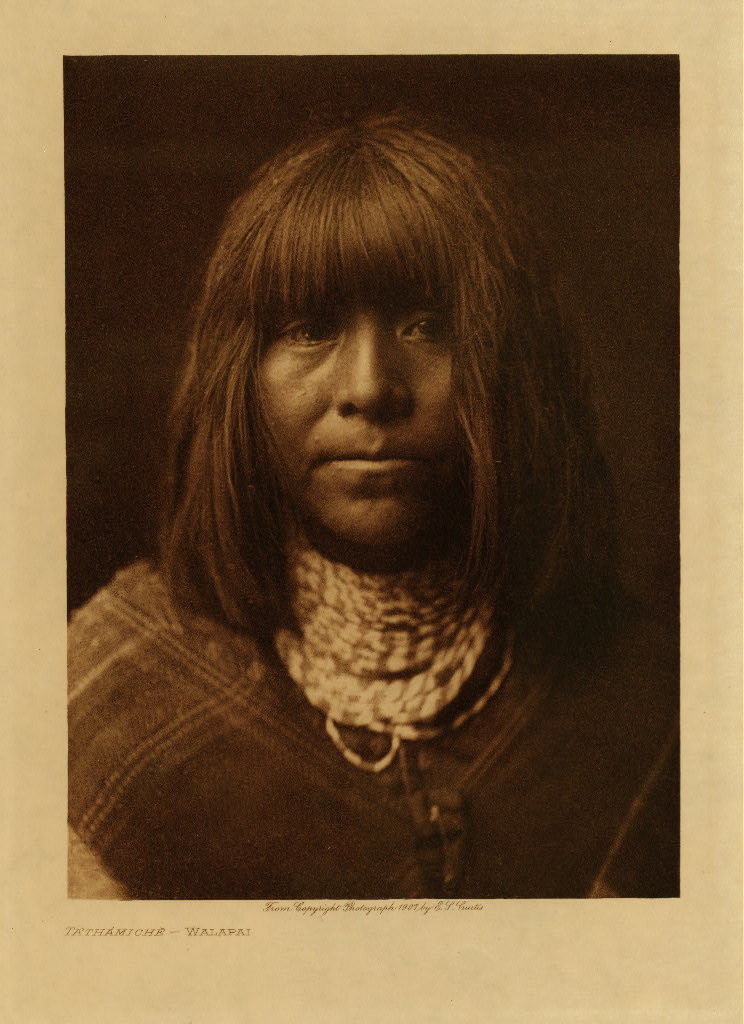
Индеец по имени Татамиче (Ta’thamiche) из племени валапай, 1907г.

Валапай или уалапай, Hualapai, Walapai — племя индейцев, проживающих в горах на северо-западе штата Аризона, США. Название племени происходит от слова hwal, означающего «сосна» на языке юма, и означает «люди высокой сосны». Традиционная область проживания занимает полосу длиной около 160 км вдоль поросшей соснами южной оконечности Гранд-Каньона. Административный центр племени находится в городке Пич-Спрингс.

## Резервация
Общиной управляет Совет племени валапай, а правоохранительные функции осуществляет Полицейский департамент племени валапай, организованный в 2002 году. Основными проблемами в резервации являются алкоголизм и ожирение.

## Хозяйство

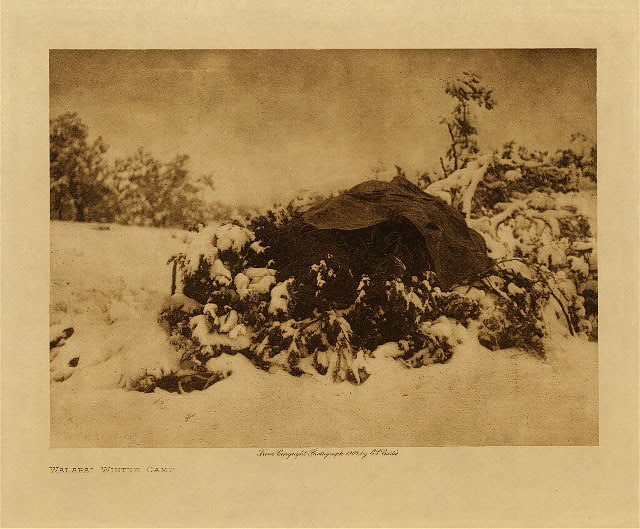
Зимний лагерь племени валапай, фотограф Эдвард Кёртис, 1907.

В настоящее время экономика племени основана на туризме, сплаве на плотах по рекам, разведении скота, охоте и заготовке древесины, а также на изготовлении предметов традиционного местного искусства. Вопросами предпринимательства ведает Предпринимательский совет валапай (Hualapai Enterprise Board) — комитет из независимых деловых людей, как членов племени, так и не членов. Банковские услуги предоставляют банковские учреждения штата Аризона в г. Кингмен.
Занятость обеспечивают в основном правительственные программы.
Штат Аризона не собирает налоги с обитателей резерваций, за исключением таких предметов налогообложения, как бензин, электричество, природный газ и телефонные услуги. Федеральное правительство не освобождает индейцев от уплаты подоходного налога или других федеральных налогов.

## Валапайская война
Причиной войны стало увеличение сообщения по дороге Форт-Мохаве — Прескоттская таможня, что стало причиной конфликтов между валапаями и белыми поселенцами. Война вспыхнула после того, как в мае 1865 года, когда вождь валапаев Анаса был убит белым, а в марте 1866 г. белый поселенец был убит индейцем-валапай. Племя валапай блокировало дорогу из г. Прескотт в штате Аризона к портам на реке Колорадо. Набеги индейцев прекратились только после того, как при посредничестве агента У. Б. Харди удалось заключить мирный договор у Бил-Спрингс.
Уже через 9 месяцев договор был нарушен: вождь Вабьюма был убит во время спора по поводу соблюдения условий договора. После смерти вождя набеги валапаев возобновились, они стали нападать на лагеря золотодобытчиков и поселенцев. В ответ на это кавалерия из Форт-Мохаве при поддержке индейцев племени мохаве уничтожила несколько валапайских посёлков. Валапаи и соседнее племя — явапай — стали сдаваться после того, как многие из них умерли от инфекционных болезней — чахотки и дизентерии. Окончанием войны считается сдача воина по имени Шерум в 1870 году. Во время войны валапайское население сократилось на треть — частично это были жертвы войны, частично из-за болезней.